# Phemonopsis cylindricus
Phemonopsis cylindricus là một loài bọ cánh cứng trong họ Cerambycidae.